# Villa Rustica (Oberndorf)
Bei der Villa Rustica von Oberndorf handelt es sich um die Reste einer römischen Villa des 1. und 2. Jahrhunderts bei Oberndorf in Bayern.
Die am Ortsrand von Oberndorf gelegene Villa wurde von 1988 bis 1989, abgesehen vom Friedhof, komplett ausgegraben. Die einzelnen Gebäude der Villa lagen innerhalb eines umzäunten Gebietes von etwa vier Hektar Größe. Hier standen diverse Bauten, die meist wirtschaftlich genutzt wurden. Das eigentliche Wohnhaus lag im Nordosten der Anlage und hatte an der Front zwei Eckrisalite. Sein aus Holz gefertigter Vorgängerbau stammte aus dem ersten Jahrhundert, wurde aber im zweiten Jahrhundert in Stein ausgebaut. Er hatte Hypokausten und verglaste Fenster. Der Eingang war mit Säulen geschmückt. An der Rückseite befand sich ein Hof. Vor dem Wohnhaus stand ein kleines Bad. Die Villa wurde im dritten Jahrhundert, wahrscheinlich nach einem Germaneneinfall, verlassen. In einem Bau vor der Villa befand sich ein Keller, in dem sich 531 Eisen- und Bronzeobjekte fanden. Es handelt sich meist um Werkzeuge, aber auch um Teile von Hausinventar. Das ganze Gebiet ist als Bodendenkmal mit der Denkmalnummer D-7-7331-0118 geschützt.